# Кабрера, Энрике
Кабрера, Энрике (исп. Enrique Cabrera, Поса-Рика-де-Идальго, Веракрус, 14 июля, 1974) — мексиканский скульптор, также известный, как реставратор, музыкант и фотограф.

## Карьера
Его работы выставлялись в Лувре, Музее Пикассо в Антибе (Франция), Музее Изобразительного Искусства Мори в Токио (Япония), Рокфеллер-центре, Meatpacking, Artbasel и Hamptons Fine Art Fair (США) среди прочих. Кроме того, Кабрера активно сотрудничает с различными фондами в качестве посла в Scholas Ocurrentes Папы Франциска, amfAR, ЮНИСЕФ, фондов Рики Мартина, Эвы Логрории и Les Couleurs Charity.
Кабрера реставрировал различные предметы искусства в разных уголках мира в рамках сотрудничества с Государственным Центром Исследований в области изобразительного искусства (CENIDIAP, Centro Nacional de Investigación en Bellas Artes в Мексике) и Государственным Институтом изобразительного искусства Мексики (INBA, Instituto Nacional de Bellas Artes,). По заказу правительства Мексики в 2009 г. и правительства Франции в 2010 реставрировал некоторые скульптуры из числа самых важных предметов национального наследия этих стран, используя древние техники реставрации.
Наиболее значимые из его коллекций — «Trilogía» («Трилогия»), «Palmarius», «Palmarius Colors», «Skull Miami Colors», «Cavallo Veloce», «Naia», «El Toro de Oro» («Золотой бык»), «El Toro Platino» («Платиновый бык») и «La Gran Manzana» («Большое яблоко»).
Его культовое произведение «Palmarius» выставлялось в 28 странах мира, на сезонных выставках в Париже, Каннах, Дубае, Риме, Флоренции, Токио, Майями, Нью-Йорке, Лос Анджелесе и других городах. Другое его произведение, La Gran Manzana («Большое яблоко»), является одним из важнейших проектов паблик-арт XXI века, представляющим собой посвящение городу Нью-Йорку и реализованным в сотрудничестве с Mitsui Fudosan America Inc. — одной из крупнейших в Америке строительных компаний и компанией холдинга Mitsui, крупнейшей в Японии. Это самая большая скульптура, когда-либо установленная в городе Нью-Йорк.

## Работы
- Trilogía
- Skull Miami Colors
- Virgen de Guadalupe
- San Miguel Arcángel
- Palmarius
- Palmarius Colors
- Caballo Veloce
- Naia
- El Toro de Oro